# Pericallia reducta
Pericallia reducta är en fjärilsart som beskrevs av Rothschild 1914. Pericallia reducta ingår i släktet Pericallia och familjen björnspinnare. Inga underarter finns listade i Catalogue of Life.